# أشلي فريزر
أشلي فريزر (بالإنجليزية: Ashley Frazier)‏ (15 ديسمبر 1989 في الولايات المتحدة - ) هي لاعبة كرة طائرة من الولايات المتحدة تلعب في مركز ضارب خارجي ‏.

## وصلات خارجية
- أشلي فريزر على موقع عالم الكرة الطائرة (الإنجليزية)
- أشلي فريزر على موقع الدوري الألماني للكرة الطائرة (الألمانية)